# Pablo Salazar
Pablo Andres Salazar Sánchez (21 de novembro de 1982) é um futebolista profissional costarriquenho que atua como defensor.

## Carreira
Pablo Salazar representou a Seleção Costarriquenha de Futebol nas Olimpíadas de 2004.